# Aspgelélav
Aspgelélav (Collema subnigrescens) är en lavart som beskrevs av den svenske lavforskaren Gunnar Bror Fritiof Degelius. 
Aspgelélav ingår i släktet Collema och familjen Collemataceae.  Arten är reproducerande i Sverige. Inga underarter finns listade i Catalogue of Life.